# 粉叶柿
粉叶柿（学名：Diospyros glaucifolia），为柿科柿属下的一个植物变种。